# Teatro da Garagem
O Teatro da Garagem é um grupo de teatro português dirigido por Carlos J. Pessoa.
O Teatro da Garagem foi fundado em 1989 por um grupo de jovens actores.